# Pineimuta River
Der Pineimuta River ist ein linker Nebenfluss des Otoskwin River im Kenora District der kanadischen Provinz Ontario.
Der Pineimuta River entspringt nördlich des Williams Lake. Er fließt anfangs in nordnordöstlicher Richtung. Er erreicht den Pipestone River Provincial Park, entlang dessen Ostgrenze er verläuft. Er durchfließt im Anschluss die langgestreckten Seen Neawagank Lake und Obabigan Lake sowie den See Wigwascence Lake. Nun fließt er ein Stück nach Süden, dann nach Osten zum Eyes Lake und die letzten Kilometer bis zu seiner Mündung in den Otoskwin River wieder nach Süden und Osten. Der Pineimuta River hat eine Länge von etwa 250 km. Sein Einzugsgebiet erstreckt sich über mehr als 5000 km². Der mittlere Abfluss beim Eyes Lake beträgt 52 m³/s. 